# Kościół Świętego Franciszka z Asyżu w Hervartovie
Kościół Świętego Franciszka z Asyżu (słow. Kostol svätého Františka z Assisi) – kościół obrządku rzymskokatolickiego we wsi Hervartov w powiecie Bardejów na Słowacji. Jeden z najstarszych i najcenniejszych zabytków drewnianej architektury sakralnej w tym kraju.
Zbudowany został na przełomie XV i XVI w., zapewne w 1500 r. Drewniany, budowany na zrąb z belek z drewna cisowego, z wieżą konstrukcji słupowej, stanowi klasyczny przykład gotyckiej architektury sakralnej Zachodnich Karpat. Dachy nad nawą i prezbiterium, namiotowy dach wieży oraz trzon wieży kryte gontem, ściany nawy i prezbiterium oraz podstawy wieży i jej nadwieszonej izbicy szalowane pionowymi deskami. Na kalenicy dachu nawy ośmioboczna wieżyczka sygnaturki.
Wewnątrz gotycki, malowany ołtarz skrzydłowy z lat 1460–1470 i obraz Ostatnia Wieczerza z 1653 r.
Na stropie cenna polichromia z 1596 r. Malowidła na ścianach, nieco młodsze, pochodzą z 1665 r. i przedstawiają m.in. walkę św. Jerzego ze smokiem.

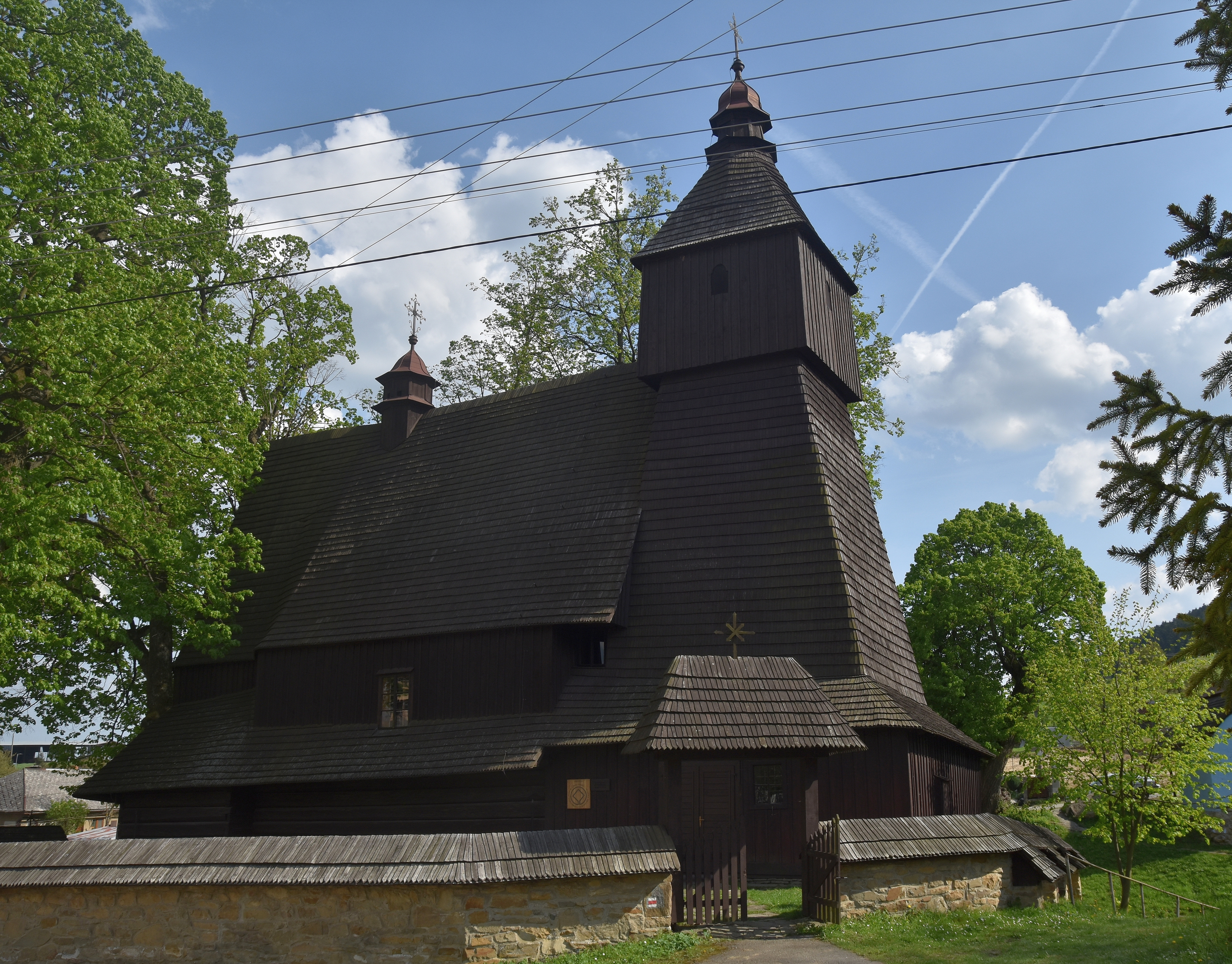
Elewacja północna
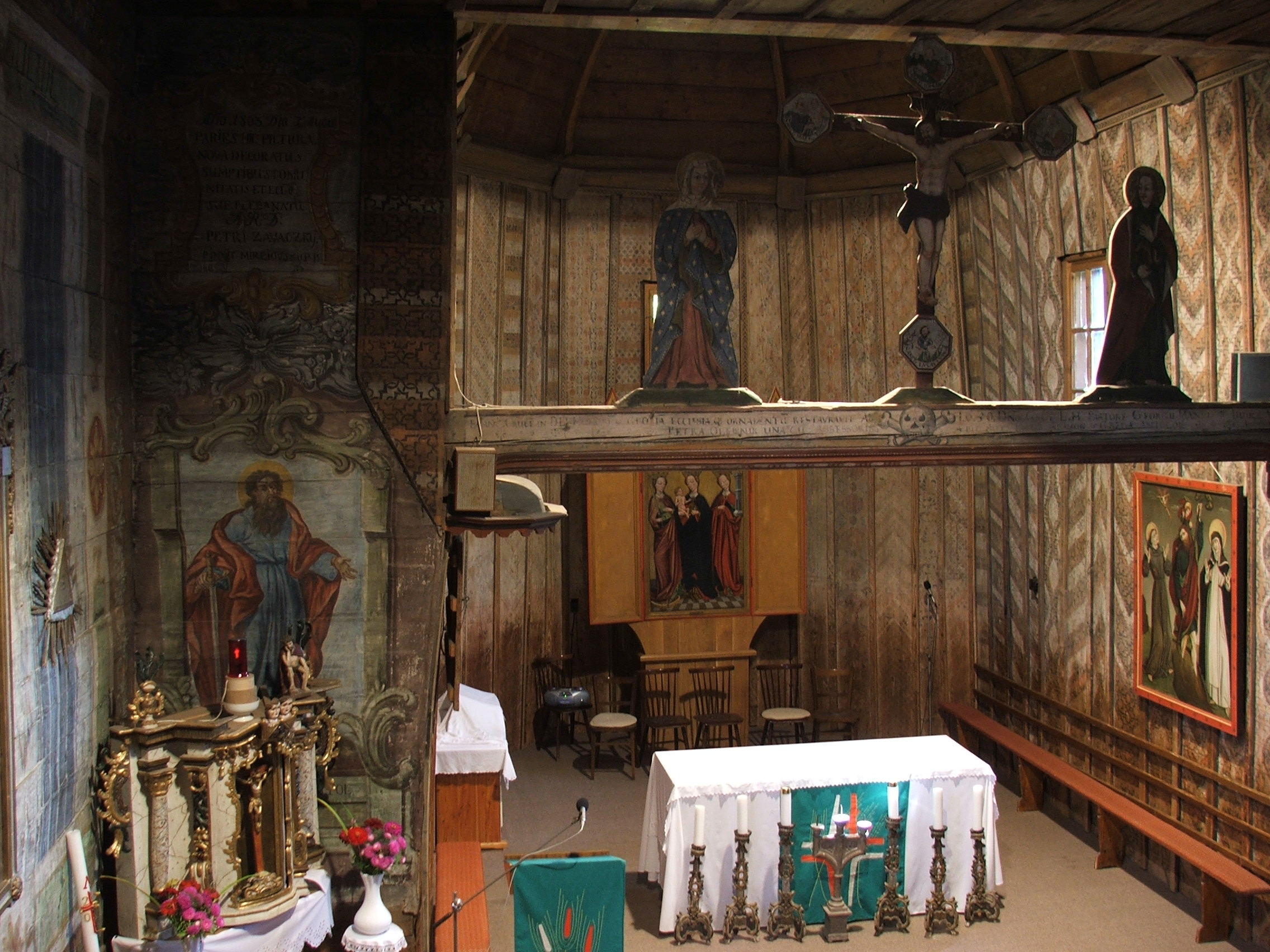
Wnętrze
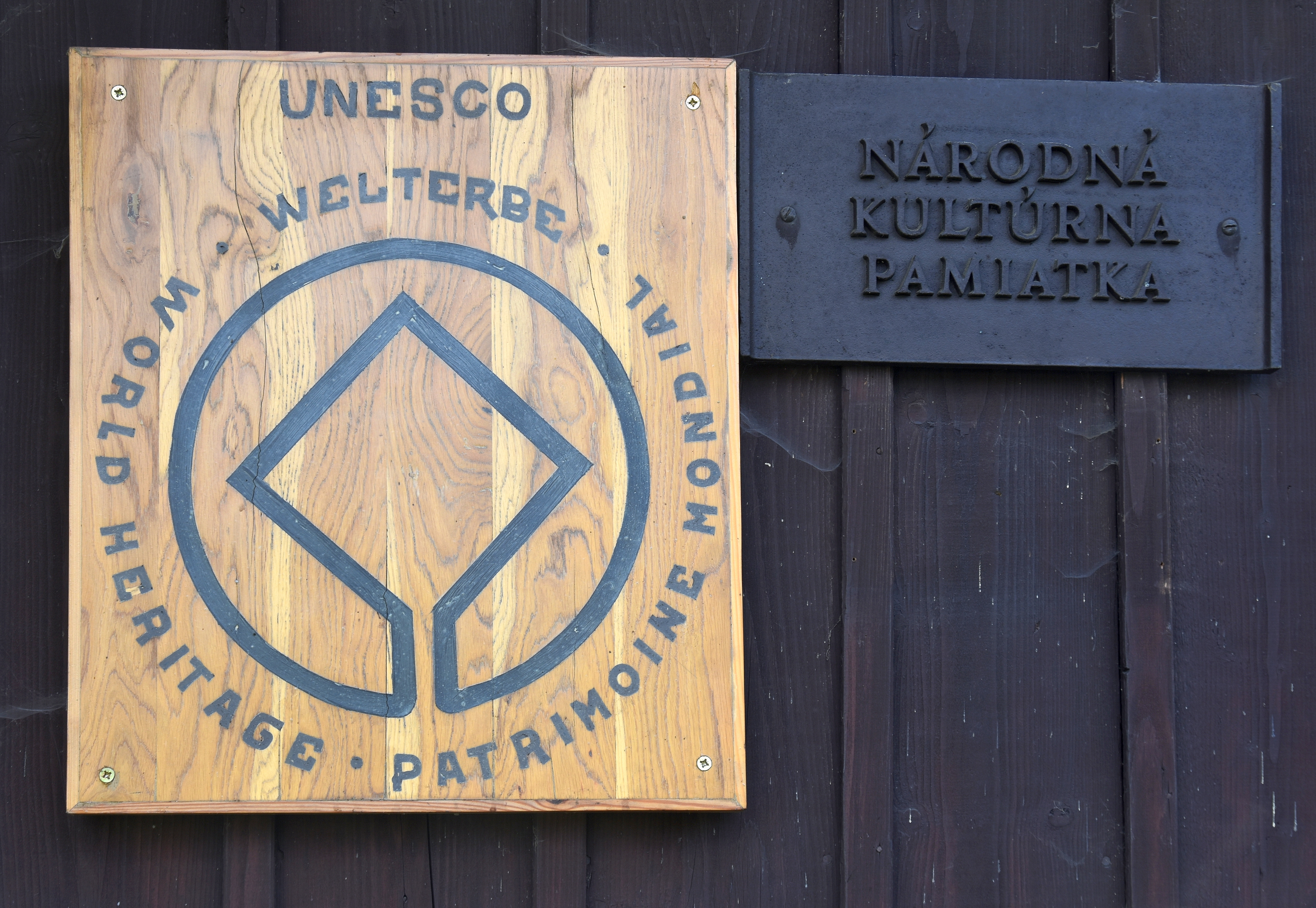
Tablica UNESCO

Wraz z szeregiem innych drewnianych świątyń w słowackich Karpatach w 2008 r. kościół został wpisany na listę światowego dziedzictwa UNESCO.